# Maj Bizjak
Maj Bizjak (* 28. März 2005 in Kranj, Slowenien) ist ein slowenischer Leichtathlet, der sich auf den Stabhochsprung spezialisiert hat.

## Sportliche Laufbahn
Erste internationale Erfahrungen sammelte Maj Bizjak im Jahr 2022, als er bei den U18-Europameisterschaften in Jerusalem das Finale im Stabhochsprung erreichte, dort aber an der Einstiegshöhe scheiterte. Im Jahr darauf schied er bei den U20-Europameisterschaften ebendort mit 4,85 m in der Qualifikationsrunde aus und 2024 belegte er bei den U20-Balkan-Hallenmeisterschaften in Belgrad mit 4,80 m den vierten Platz. Im August verpasste er bei den U20-Weltmeisterschaften in Lima mit 4,60 m den Finaleinzug.
2023 wurde Bizjak slowenischer Meister im Stabhochsprung.